# 煮
煮，又稱煠（台羅：sa̍h），是一种极为普遍的烹饪方法。将食物置入装有水的容器中，加热容器让水沸腾，从而使食物变熟。一般情况下，水的沸点为100摄氏度。
常见的煮出来的主食有：米饭、粥、水餃、面条、汤圆。蔬菜如西蓝花等，肉类如牛肉、羊肉等，也都可以通过煮来完成。
狭义的煮就是简单地用水煮熟，广义的煮则包括焖、熬、炖、煲
等略有不同的烹饪方法。